# Keiji Yoshimura
Keiji Yoshimura (吉村 圭司 Yoshimura Keiji?, nacido el 8 de agosto de 1979 en Sakawa, Takaoka, Kochi) es un exfutbolista japonés. Jugaba de centrocampista y su último club fue el Ehime FC de Japón.

## Trayectoria

### Clubes
| Club           | País  | Año         |
| -------------- | ----- | ----------- |
| Nagoya Grampus | Japón | 2002 - 2012 |
| Ehime FC       | Japón | 2013 - 2015 |

## Estadística de carrera

### J. League
| Club                 | Año   | J. League | J. League | Copa J. League | Copa J. League | Total | Total |
| Club                 | Año   | Part.     | Goles     | Part.          | Goles          | Part. | Goles |
| -------------------- | ----- | --------- | --------- | -------------- | -------------- | ----- | ----- |
| Nagoya Grampus Eight | 2002  | 2         | 0         | 0              | 0              | 2     | 0     |
| Nagoya Grampus Eight | 2003  | 24        | 1         | 5              | 2              | 29    | 3     |
| Nagoya Grampus Eight | 2004  | 22        | 0         | 6              | 0              | 28    | 0     |
| Nagoya Grampus Eight | 2005  | 23        | 0         | 4              | 0              | 27    | 0     |
| Nagoya Grampus Eight | 2006  | 19        | 1         | 3              | 0              | 22    | 1     |
| Nagoya Grampus Eight | 2007  | 17        | 0         | 5              | 0              | 22    | 0     |
| Nagoya Grampus       | 2008  | 28        | 1         | 7              | 0              | 35    | 1     |
| Nagoya Grampus       | 2009  | 30        | 1         | 2              | 0              | 32    | 1     |
| Nagoya Grampus       | 2010  | 14        | 0         | 5              | 0              | 19    | 0     |
| Nagoya Grampus       | 2011  | 6         | 0         | 2              | 0              | 8     | 0     |
| Nagoya Grampus       | 2012  | 11        | 0         | 2              | 0              | 13    | 0     |
| Ehime FC             | 2013  | 23        | 3         | -              | -              | 23    | 3     |
| Ehime FC             | 2014  | 25        | 1         | -              | -              | 25    | 1     |
| Ehime FC             | 2015  | 3         | 0         | -              | -              | 3     | 0     |
| Total                | Total | 247       | 8         | 41             | 2              | 288   | 10    |

## Palmarés

### Títulos nacionales
| Título    | Club           | País  | Año  |
| --------- | -------------- | ----- | ---- |
| J1 League | Nagoya Grampus | Japón | 2010 |